# Cour du Saint-Esprit
La cour du Saint-Esprit est une voie du 11e arrondissement de Paris, en France.

## Situation et accès
La cour du Saint-Esprit est une voie située dans le 11e arrondissement de Paris. Elle débute au 127, rue du Faubourg-Saint-Antoine et se termine en impasse.

## Origine du nom
Cette voie doit son nom à une ancienne enseigne : Au Saint-Esprit.

## Historique
Cette voie est ouverte vers le début du XIXe siècle sous sa dénomination actuelle.